# Nevil Maskelyne
Častiti sir Nevil Maskelyne [névil meskelájn], angleški duhovnik in astronom, * 5. oktober 1732, London, Anglija, † 9. februar 1811, Greenwich, Anglija.

## Življenje in delo
Maskelyne je od leta 1749 študiral matematiko na Univerzi v Cambridgeu in diplomiral leta 1754. Leta 1758 so ga sprejeli v Kraljevo družbo.
Kraljeva družba ga je leta 1761 poslala na otok Sveto Heleno opazovat prehod Venere preko Sončeve ploskve.
Leta 1764 je spremljal ladjo na Barbados in preskušal postopek z Lunsko uro Tobiasa Mayerja. Po vrnitvi so ga izvolili za petega kraljevega astronoma. Potrdil je, da je Harrisonov prenosni kronometer H4 boljši od Mayerjeve Lunske ure. Ko je britanska vlada razpisala nagrado 20.000 funtov za tistega, ki bi rešil vprašanje merjenja zemljepisnih dolžin na morju, je moral odločiti kako naj se nagrada porazdeli. Odločil je, naj se enako nagradita oba postopka. To je bilo pravično. Manj pravično je bilo, da je Euler od polovice nagrade za Lunino uro prejel prav malo. Ker pa je večji del te polovice dobila Mayerjeva vdova, je treba to manj obžalovati. Leta 1766 je objavil prvi del Pomorskega almanaha (Nautical Almanac) in pomagal pri izdajah vse do svoje smrti.
Maskelyne je leta 1772 pri Dollondovem nasledniku Ramsdenu naročil akromatične objektive za Bradleyeve inštrumente. Pri tem je vpeljal še več navpičnih niti v goriščno ravnino okularja in dosegel pri določanju prehodov zvezd čez meridian natančnost 0,2 ločne sekunde.
Istega leta je predložil Kraljevi družbi preskus, s katerim bi določili gostoto Zemlje z uporabo svinčnice. Gravitacijska privlačnost gore naj bi odklonila nihalo iz ravnovesne lege. Preskus je izvedel na gori Schiehallion v Perthshireu na Škotskem. Maskelyne je izračunal gostoto Zemlje približno 4,5 krat večjo od gostote vode.
William Herschel mu je leta 1781 pisal o svojem odkritju telesa v Dvojčkih, ki se je izkazalo, da je novoodkriti planet Uran. Maskelyne je opazil Uran, ni pa mogel izmeriti njegovega navideznega gibanja med zvezdami. Zvezde v njegovem daljnogledu v Greenwichu so bile namreč tako šibke in razmazane, da jih je lahko opazoval le v popolnoma zatemnjenem okularju. Takoj ko je osvetlil nitni križ, da bi lahko meril premik telesa, zvezd ni bilo več videti. 23. aprila je odpisal Herschlu, ki je menil, da je telo le komet. Maskelyne je menil, da je telo najverjetneje planet, ki se giblje po skoraj krožnem tiru okoli Sonca. Njegovo domnevo je z računi potrdil Lexell na Observatoriju Pulkovo pri Sankt Peterburgu.

## Priznanja

### Nagrade
Za svoje znanstvene dosežke je Maskelyne leta 1775 prejel Copleyjevo medaljo Kraljeve družbe.

### Poimenovanja
Po njem se imenuje udarni krater Maskelyne na Luni.